# Biserica „Sfântul Nicolae” din Strășeni
Biserica „Sf. Nicolae” este o biserică amplasată în Strășeni, Republica Moldova. Este un monument arhitectural de importanță națională inclus în Registrul monumentelor Republicii Moldova ocrotite de stat cu nr. 1350 (raionul Strășeni). Datează din 1835.